# Egon-Erwin-Kisch-Preis
Der Egon-Erwin-Kisch-Preis (Eigenschreibweise: Egon Erwin Kisch-Preis) wurde 1977 von Henri Nannen, dem Gründer des Stern, gestiftet. Der Preis sollte die journalistische Qualität von Reportagen in der deutschsprachigen Presse (insbesondere in den Printmedien) fördern. Die Auswahl geschah ganz im Sinne des von Egon Erwin Kisch formulierten und in der Präambel der Satzung zitierten Anspruchs „Schreib das auf, Kisch!“.
2005 ging der Preis in der Kategorie Reportage des neu geschaffenen Henri-Nannen-Preises auf.

## Regularien
Der Preis wurde einmal jährlich vergeben und war mit 10.000 Euro für den ersten Platz, 7.500 Euro für den zweiten und 5.000 Euro für den dritten Platz dotiert.

## Geschichte und Entwicklung
Von 1977 bis 2004 war der Egon-Erwin-Kisch-Preis ein eigenständiger Journalismuspreis.
Im Zeitalter der Medienvielfalt und Globalisierung waren auf den Print-Journalismus neue Aufgaben zugekommen, die sich mit der klassischen Reportage allein nicht mehr abbilden lassen, jedoch ebenso wichtig und preiswürdig sind. Im Sinne von Henri Nannen, der die Reportage in Wort und Bild als die Königsdisziplin des Journalismus schätzte, blieb der Egon-Erwin-Kisch-Preis als Kategorie des 2005 neu geschaffenen Henri-Nannen-Preises (heute: Stern-Preis) bestehen – ergänzt durch weitere Kategorien. Im Jahr 2005 wurde der Egon-Erwin-Kisch-Preis erstmals als Kategorie des Henri-Nannen-Preises vergeben.
Bei der letztmaligen Verleihung des eigenständigen Kisch-Preises im Jahr 2004 gehörten der Jury u. a. an: Giovanni di Lorenzo (damals Der Tagesspiegel), Andreas Petzold (Stern), Peter Sartorius (Autor), Iris Radisch (Die Zeit), Cordt Schnibben (Der Spiegel), Hermann Schreiber (Journalist) und Jutta Voigt (Autorin).

## Preisträger

### 1977–2004
| Jahr | Preis    | Preisträger | Erschienen                     |
| ---- | -------- | --- | ------------------------------ |
| 1977 | 1. Preis | Peter Sartorius: Blindekuh unterm Nordkap | Süddeutsche Zeitung            |
| 1977 | 2. Preis | Marie-Luise Scherer: Alltag einer Trinkerin | Der Spiegel                    |
| 1977 | 3. Preis | Roger Anderson: Zirkus Rodeo | GEO                            |
| 1978 | 1. Preis | Hans-Joachim Noack über Boxer Conny Velensek | Frankfurter Rundschau          |
| 1978 | 2. Preis | Stefan Klein über Majdanek-Prozess | Süddeutsche Zeitung            |
| 1978 | 3. Preis | Peter Sartorius: Das Revier der hungrigen Wölfe | Süddeutsche Zeitung            |
| 1979 | 1. Preis | Stefan Klein: Blutsauger im Akkord | Süddeutsche Zeitung            |
| 1979 | 2. Preis | Marie-Luise Scherer: Auf deutsch gesagt: gestrauchelt | Der Spiegel                    |
| 1979 | 3. Preis | Benno Kroll: Charlys treuer Killer | GEO                            |
| 1980 | 1. Preis | Rolf Kunkel: Tod am vierten Hindernis | GEO                            |
| 1980 | 2. Preis | Volker Skierka: Irgendwann packt dich 'ne einzige Wut | Süddeutsche Zeitung            |
| 1980 | 3. Preis | Peter Brügge: Herr Meier, wo Blumen, wo Sommer? | Der Spiegel                    |
| 1981 | 1. Preis | Emanuel Eckardt: Spiel ohne Grenzen | Stern                          |
| 1981 | 2. Preis | Günter Kahl: Die Komplizen | Sozialmagazin                  |
| 1981 | 3. Preis | Paula Almquist: Die Einsamkeit der Rita M. | Stern                          |
| 1982 | 1. Preis | Jürgen Leinemann: Ich muß doch die Sozis bändigen | Der Spiegel                    |
| 1982 | 2. Preis | Hans Conrad Zander: Die Diebe von Köln | Stern                          |
| 1982 | 3. Preis | Georg Hensel: Und viel Spaß am Leben | Frankfurter Allgemeine Zeitung |
| 1983 | 1. Preis | Peter Sartorius: Herantasten ans Unbegreifliche | Süddeutsche Zeitung            |
| 1983 | 2. Preis | Hans Halter: Das Spenderherz darf nicht sterben | Der Spiegel                    |
| 1983 | 3. Preis | Evelyn Holst: Es ist so still geworden bei uns | Stern                          |
| 1984 | 1. Preis | Peter-Matthias Gaede: Die Startmaschine | GEO                            |
| 1984 | 2. Preis | Herbert Riehl-Heyse: Das Playmate vom Hasenbergl | Süddeutsche Zeitung            |
| 1984 | 3. Preis | Wilhelm Bittorf: Die Habichte sind im Nest | Der Spiegel                    |
| 1985 | 1. Preis | Gerd Kröncke: Der Maestro aus der Schildergasse | Süddeutsche Zeitung            |
| 1985 | 2. Preis | Axel Arens: Manhattan, Brooklyn und Bronx: Gott aber wohnt in Kalifornien                                                                                       | FAZ-Magazin                    |
| 1985 | 3. Preis | Markus Peichl: Über einen, der sitzt | Tempo                          |
| 1986 | 1. Preis | Cordt Schnibben: Die Karriere eines Kriegsverbrechers | Die Zeit                       |
| 1986 | 2. Preis | Carlos Widmann: Kleine, böse Welt | Süddeutsche Zeitung            |
| 1986 | 3. Preis | Christian Jungblut: Als Knecht im Garten Eden | GEO                            |
| 1987 | 1. Preis | Peter Schille: Er ist ein wildes Tier | Der Spiegel                    |
| 1987 | 2. Preis | Johanna Romberg: Immer an der Emscher lang | GEO                            |
| 1987 | 3. Preis | Axel Hacke: Die lange Gerade ins schwarze Loch | Süddeutsche Zeitung            |
| 1988 | 1. Preis | Michael Gleich: Chile im Jahr der Entscheidung | FAZ-Magazin                    |
| 1988 | 2. Preis | Erwin Koch: Falls Roads | Tages-Anzeiger                 |
| 1988 | 3. Preis | Wibke Bruhns: Die Mauer der Versöhnung | GEO                            |
| 1989 | 1. Preis | Birgit Lahann: Spiel mir das Lied von Bonn | Stern                          |
| 1989 | 2. Preis | Christoph Scheuring: Die sich selbst ein Rätsel sind | GEO                            |
| 1989 | 3. Preis | Peter Sager: Tanja Ballerina | Zeitmagazin                    |
| 1990 | 1. Preis | Christoph Scheuring (erschienen unter dem Pseudonym Birgit Saß): Ein tödliches Fleckchen Unschuld                                                               | TransAtlantik                  |
| 1990 | 2. Preis | Matthias Matussek: Rodeo im wilden Osten | Der Spiegel                    |
| 1990 | 3. Preis | Axel Hacke: Die Angst vor dem Leben nach der Agonie | Süddeutsche Zeitung            |
| 1991 | 1. Preis | Andreas Altmann: Äthiopien ganz nah: Leben am Rand der Welt | FAZ-Magazin                    |
| 1991 | 2. Preis | Margrit Sprecher: Wie eine Kampfsau, schwarz im Gesicht | Die Weltwoche                  |
| 1991 | 3. Preis | Jürgen Neffe: Der Fluch der guten Tat | GEO Wissen                     |
| 1992 |          | Ab 1993 wird der Egon Erwin Kisch-Preis nach dem Jahr der Preisverleihung benannt und nicht mehr – wie vorher – nach dem Jahr der Reportagen. Daher fehlt 1992. |                                |
| 1993 | 1. Preis | Alexander Osang: Mein Heim ist doch kein Durchgangszimmer | Berliner Zeitung               |
| 1993 | 2. Preis | Uwe Prieser: Swetlana Boginskaja | FAZ-Magazin                    |
| 1993 | 3. Preis | Johanna Romberg: Karlagin – bitte 4x klingeln | GEO Special                    |
| 1994 | 1. Preis | Peter Haffner: Polski Blues | NZZ Folio                      |
| 1994 | 2. Preis | Alexander Smoltczyk: Ein himmlischer Tropfen | GEO                            |
| 1994 | 3. Preis | Christoph Dieckmann: Eine Liebe im Osten | Die Zeit                       |
| 1995 | 1. Preis | Alexander Smoltczyk: Das Loch in Mitte | Wochenpost                     |
| 1995 | 2. Preis | Barbara Supp: Herr Bui möchte bleiben | Der Spiegel                    |
| 1995 | 3. Preis | Holde-Barbara Ulrich: Dann eben im sitzen! | Zeitmagazin                    |
| 1996 | 1. Preis | Erwin Koch: Der Mensch Paul | Das Magazin                    |
| 1996 | 2. Preis | Angelika Overath: Bis ins Mark | Zeitmagazin                    |
| 1996 | 3. Preis | Antje Potthoff: Sag es. Damit es ein Ende hat | SZ-Magazin                     |
| 1997 | 1. Preis | Kuno Kruse: Das Land, in dem die Gräber reden | Die Zeit                       |
| 1997 | 2. Preis | Carmen Butta: Das Wispern im Palazzo | GEO Special                    |
| 1997 | 3. Preis | Thomas Hüetlin: Hier ist Totentanz | Der Spiegel                    |
| 1998 | 1. Preis | Dirk Kurbjuweit: Die Folter war sauber und ordentlich | Die Zeit                       |
| 1998 | 2. Preis | Kai Hermann: Eine Liebe in Berlin | Stern                          |
| 1998 | 3. Preis | Stephan Lebert: Der letzte Umzug | Süddeutsche Zeitung            |
| 1999 | 1. Preis | Birk Meinhardt: Alle sind wir da, bis auf Erich Honecka | Süddeutsche Zeitung            |
| 1999 | 2. Preis | Alexander Osang: Ein brauchbarer Held | Berliner Zeitung               |
| 1999 | 3. Preis | Axel Vornbäumen: Die Welt des Herrn Conrad | Frankfurter Rundschau          |
| 2000 | 1. Preis | Renate Flottau: Kriegstagebuch | Der Spiegel                    |
| 2000 | 2. Preis | Cornelia Kazis: Letzte Tage | NZZ Folio                      |
| 2000 | 3. Preis | Ullrich Fichtner: Die verlorene Ehre des Friedrich B. | Frankfurter Rundschau          |
| 2001 | 1. Preis | Alexander Osang: Das eiserne Mädchen | Spiegel Reporter               |
| 2001 | 2. Preis | Birk Meinhardt: Vom Glück, das rechte Wort zu treffen | Süddeutsche Zeitung            |
| 2001 | 3. Preis | Ullrich Fichtner: Die Strafkolonie von Moabit | ZEIT Dossier                   |
| 2002 | 1. Preis | Dirk Kurbjuweit und Dietmar Hawranek: Die drei-Welten-AG | Der Spiegel                    |
| 2002 | 2. Preis | Sabine Rückert: Die Mörderin | Die Zeit                       |
| 2002 | 3. Preis | Jan Christoph Wiechmann: Die Rebellen von Schloss Salem | Stern                          |
| 2003 | 1. Preis | Stefan Willeke: Der Herr der Pleiten | Die Zeit                       |
| 2003 | 2. Preis | Kurt Kister: Wolfslächeln und Nadelstiche | Süddeutsche Zeitung            |
| 2003 | 3. Preis | Guido Mingels: Josef, der Panzerknacker | Tages-Anzeiger                 |
| 2004 | 1. Preis | Ullrich Fichtner: Das letzte Gefecht | Der Spiegel                    |
| 2004 | 2. Preis | Harald Martenstein: Siegfrieds Erbin | Der Tagesspiegel               |
| 2004 | 3. Preis | Matthias Geyer, Horand Knaup, Hartmut Palmer, Gerd Rosenkranz: Schröders Spiel                                                                                  | Der Spiegel                    |

### Preisträger der KategorieReportageseit 2005
| Jahr | Preis    | Preisträger                                                         | Erschienen          | Bemerkung              |
| ---- | -------- | ------------------------------------------------------------------- | ------------------- | ---------------------- |
| 2005 | 1. Preis | Stefan Willeke: Herr Mo holt die Fabrik                             | Die Zeit            |                        |
| 2006 | 1. Preis | Bartholomäus Grill: Ich will nur fröhliche Musik                    | Die Zeit            |                        |
| 2007 | 1. Preis | Klaus Brinkbäumer: Die afrikanische Odyssee                         | Der Spiegel         |                        |
| 2007 | 1. Preis | Henning Sußebach: Hoffmanns Blick auf die Welt                      | Die Zeit            |                        |
| 2008 | 1. Preis | Sabine Rückert: Wie das Böse nach Tessin kam                        | Die Zeit            |                        |
| 2009 | 1. Preis | Katja Thimm: Rolf, ich und Alzheimer                                | Der Spiegel         |                        |
| 2010 | 1. Preis | Hania Luczak: Ein neuer Bauch für Lenie                             | GEO                 |                        |
| 2011 | 1. Preis | René Pfister: Am Stellpult                                          | Der Spiegel         | nachträglich aberkannt |
| 2012 | 1. Preis | Stefan Willeke: Der letzte Saurier                                  | Die Zeit            |                        |
| 2013 | 1. Preis | Heike Faller: Der Getriebene                                        | Zeitmagazin         |                        |
| 2014 | 1. Preis | Özlem Gezer: Die Liebe seines Lebens                                | Der Spiegel         |                        |
| 2016 | 1. Preis | Jan Christoph Wiechmann: Drei Krieger                               | Stern               |                        |
| 2018 | 1. Preis | Markus Feldenkirchen: Mannomannomann                                | Der Spiegel         |                        |
| 2019 | 1. Preis | Bastian Berbner: Ich und der ganz andere                            | Süddeutsche Zeitung | SZ-Magazin             |
| 2020 | 1. Preis | Dominik Stawski: Wenn das Herz versagt und es nur eine Rettung gibt | Stern               |                        |
| 2021 | 1. Preis | Xifan Yang: Die Gesandte des Konfuzius                              | Die Zeit            |                        |
| 2023 | 1. Preis | Rudolf Novotny: Ich will eine normale Frau sein. Einfach so         | ZEITmagazin         |                        |
| 2025 | 1. Preis | Malte Henk: Wie weit weg ist Buchenwald?                            | Die Zeit            |                        |